# Georgios Sotiropoulos
Georgios Manousos Sotiropoulos (griechisch Γιώργος Μανούσος Σωτηρόπουλος, * 1990 in Athen) ist ein professioneller griechischer Pokerspieler. Er ist dreifacher Braceletgewinner der World Series of Poker.

## Pokerkarriere

### Werdegang
Sotiropoulos lernte das Spiel im Alter von 14 Jahren von seinem Vater. Er spielt auf der Onlinepoker-Plattform PokerStars unter dem Nickname GeoManousos und nutzt bei GGPoker seinen echten Namen.
Seine ersten Geldplatzierungen bei Live-Pokerturnieren erzielte der Grieche im Frühjahr 2011 jeweils beim Main Event der European Poker Tour (EPT) in Kopenhagen und Sanremo. Beim EPT-Main-Event Mitte Dezember 2013 in Prag wurde er Zweiter und erhielt aufgrund eines Deals mit Julian Track ein Preisgeld von 700.000 Euro, was bis heute die höchste Auszahlung seiner Pokerkarriere darstellt. Im Juni 2014 war Sotiropoulos erstmals bei der World Series of Poker (WSOP) im Rio All-Suite Hotel and Casino in Paradise am Las Vegas Strip erfolgreich und kam bei zwei Turnieren der Variante No Limit Hold’em in die Geldränge. Bei der WSOP 2015 erzielte er fünf Geldplatzierungen, wobei er sein höchstes Preisgeld von rund 90.000 US-Dollar für den zwölften Platz beim Millionaire Maker erhielt. Bei der im Oktober 2015 in der Spielbank Berlin ausgespielten World Series of Poker Europe gewann der Grieche ein Turbo-Turnier und sicherte sich ein Bracelet sowie den Hauptpreis von mehr als 110.000 Euro. Im Januar 2016 setzte er sich auch beim Main Event der Latin American Poker Tour auf den Bahamas durch und erhielt eine Siegprämie von über 300.000 US-Dollar. Bei der WSOP erreichte Sotiropoulos 2016 in der gemischten Variante H.O.R.S.E. und 2017 in No Limit Hold’em jeweils einen Finaltisch. Das High Roller der PokerStars Championship in Barcelona beendete er Ende August 2017 auf dem mit 284.700 Euro dotierten fünften Rang. Beim Main Event der Merit Poker Top Guns im nordzyprischen Kyrenia belegte der Grieche Anfang März 2018 den zweiten und Anfang April 2019 den dritten Platz, wofür er insgesamt über 200.000 US-Dollar entgegennahm. Im August 2021 entschied er das Flip & Go No Limit Hold’em der auf GGPoker ausgespielten World Series of Poker Online für sich und sicherte sich den Hauptpreis von knapp 120.000 US-Dollar sowie als ein erster Grieche ein zweites Bracelet. Bei der WSOP 2021 gewann Sotiropoulos das Mini Main Event und erhielt über 430.000 US-Dollar und sein drittes Bracelet. Ende November 2022 siegte er beim Main Event der Merit Poker Vintage Series in Kyrenia mit einem Hauptpreis von knapp 400.000 US-Dollar.
Insgesamt hat sich Sotiropoulos mit Poker bei Live-Turnieren knapp 4 Millionen US-Dollar erspielt und ist damit nach Alexandros Kolonias der zweiterfolgreichste griechische Pokerspieler.

### Braceletübersicht
Sotiropoulos kam bei der WSOP 104-mal ins Geld und gewann drei Bracelets:
| Jahr   | Buy-in | Turnier                                      | Teilnehmer | Preisgeld |
| ------ | ------ | -------------------------------------------- | ---------- | --------- |
| 2015 E | 1100 € | No-Limit Hold’em Turbo (Re-Entry)            | 0546       | 112.133 € |
| 2021 O | 0200 $ | GGPoker.com – Flip & Go No Limit Hold’em     | 6368       | 117.022 $ |
| 2021 O | 1000 $ | Mini Main Event No-Limit Hold’em (Freezeout) | 3821       | 432.575 $ |